# Алгоритам поплава
Алгоритам поплава је алгоритам за дистрибуцију материјала до сваки део графа. Име потиче од концепта плављења поплава. Aлгоритми се користе за умрежавање рачунара и у рачунарској графици. Такође служи за решавање многих математичких проблема, укључујући проблеме лавиринта и многе друге проблеме у теорији графова.

## Псеоудокод
Напомена: На почетку сви чворови су неимформисани.
Иницијализација:
informacija=true;
posalji <poruku> svim komsijama;
 Чвор К добија <поруку> од комшије N :
while K nije informisan do
informisi=true;
salji <poruku> svim susedima cvora N;